# Quanah
Quanah és una població dels Estats Units a l'estat de Texas. Segons el cens del 2000 tenia 3.022 habitants.

## Demografia
Segons el cens del 2000, Quanah tenia 3.022 habitants, 1.255 habitatges, i 823 famílies. La densitat de població era de 334,3 habitants/km².
Dels 1.255 habitatges en un 29,2% hi vivien nens de menys de 18 anys, en un 51,8% hi vivien parelles casades, en un 10,4% dones solteres, i en un 34,4% no eren unitats familiars. En el 31,9% dels habitatges hi vivien persones soles el 20,2% de les quals corresponia a persones de 65 anys o més que vivien soles. El nombre mitjà de persones vivint en cada habitatge era de 2,35 i el nombre mitjà de persones que vivien en cada família era de 2,96.
Per edats la població es repartia de la següent manera: un 25,1% tenia menys de 18 anys, un 7,9% entre 18 i 24, un 22% entre 25 i 44, un 22,9% de 45 a 60 i un 22% 65 anys o més.
L'edat mediana era de 42 anys. Per cada 100 dones de 18 o més anys hi havia 83,2 homes.
La renda mediana per habitatge era de 26.354 $ i la renda mediana per família de 29.506 $. Els homes tenien una renda mediana de 26.472 $ mentre que les dones 18.403 $. La renda per capita de la població era de 16.841 $. Aproximadament el 16,6% de les famílies i el 20,7% de la població estaven per davall del llindar de pobresa.

## Poblacions més properes
El següent diagrama mostra les poblacions més properes.